# Gâteaux gallois
Les gâteaux gallois (en anglais : Welsh cakes) sont des petits gâteaux traditionnels gallois à base de farine, de beurre ou du saindoux, d'œufs, de sucre, de raisins de Corinthe ou de raisins secs. Ils sont de forme ronde et mesurent 4 à 6 cm de diamètre et 1 à 1,5 cm d’épaisseur.
Ils sont servis chauds ou froids, saupoudrés de sucre. Ils sont parfois beurrés ou servis avec de la confiture et consommés avec du thé.

## Préparation

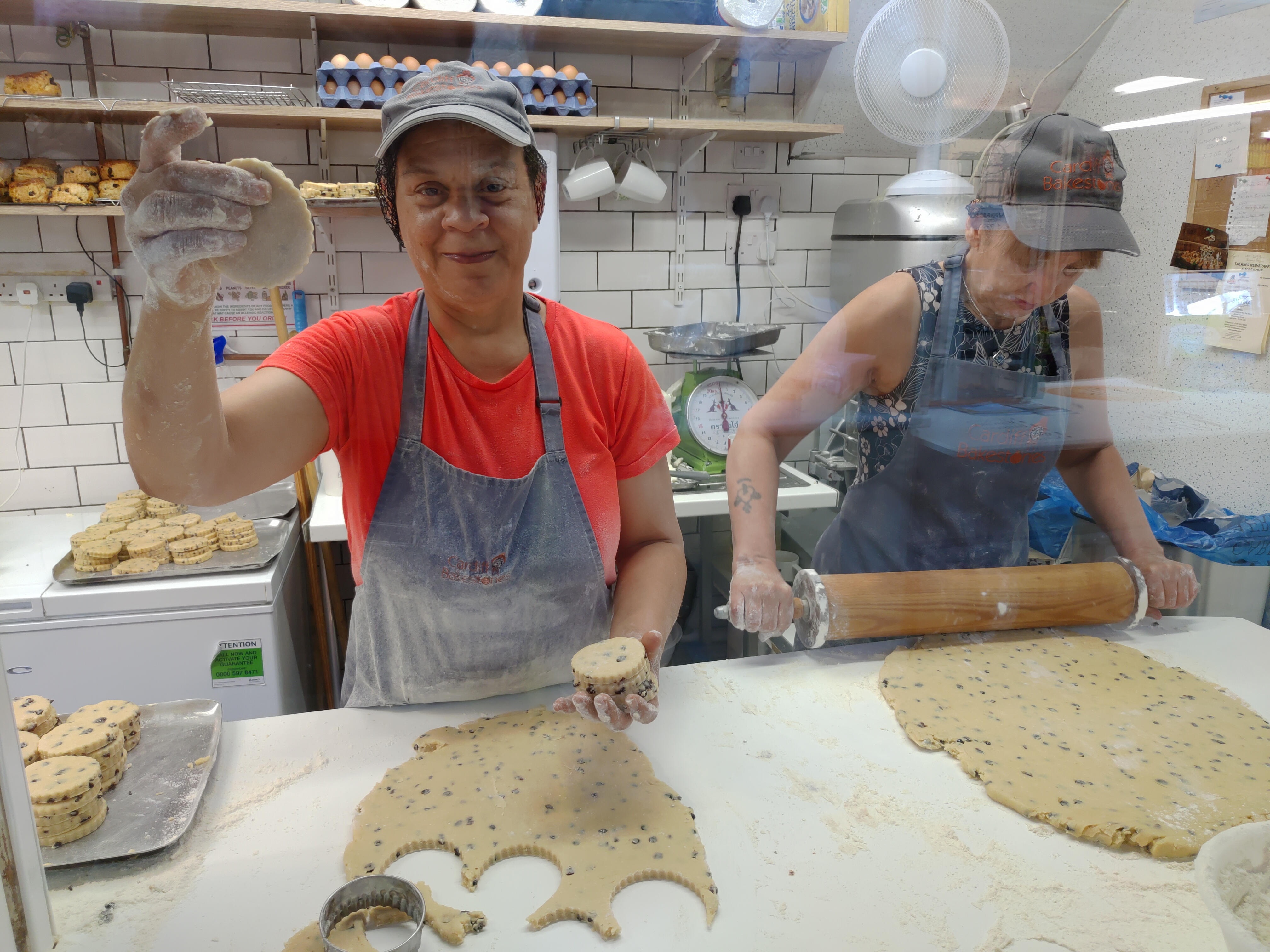
Dames préparant des gâteaux gallois sur un marché.

On peut trouver ces gâteaux sur les marchés au pays de Galles.